# Henry Cornelius
Owen Henry Cornelius est un réalisateur, monteur, producteur et scénariste britannique, né le 18 août 1913 au Cap (Afrique du Sud) et mort le 2 mai 1958 à Londres (Grande-Bretagne).

## Biographie
D'origine allemande, il fut l'élève de Max Reinhardt à Berlin, puis s'exila en Grande-Bretagne à l'arrivée au pouvoir d'Hitler.
Henry Cornelius fit partie, avec Robert Hamer, Alexander Mackendrick, Charles Crichton et quelques autres, de cette école du cinéma britannique qui lui donna ses meilleurs films d'humour noir. Il connut son heure de gloire avec Passeport pour Pimlico et Geneviève, une délicieuse comédie un peu oubliée.

## Filmographie

### comme réalisateur
- 1949 : Passeport pour Pimlico (Passport to Pimlico)
- 1951 : Le Major galopant (The Galloping Major)
- 1953 : Geneviève (Genevieve)
- 1955 : Une fille comme ça (I am a camera)
- 1958 : L'Heure audacieuse (Next to no Time)

### comme monteur
- 1936 : Men Are Not Gods de Walter Reisch
- 1936 : Forget Me Not de Zoltan Korda
- 1938 : Alerte aux Indes (The Drum) de Zoltan Korda
- 1939 : Les Quatre Plumes blanches (The Four Feathers) de Zoltan Korda
- 1939 : Le lion a des ailes (The Lion has Wings) de Michael Powell, Adrian Brunel et Brian Desmond Hurst

### comme producteur
- 1945 : Painted Boats de Charles Crichton
- 1947 : À cor et à cri (Hue and Cry) de Charles Crichton
- 1947 : Il pleut toujours le dimanche (It's Always Rains on Sunday) de Robert Hamer
- 1953 : Geneviève (Genevieve)

### comme scénariste
- 1947 : Il pleut toujours le dimanche (It's Always Rains on Sunday)
- 1951 : Le Major galopant (The Galloping Major)
- 1958 : L'Heure audacieuse (Next no to Time)